# Gino Latilla

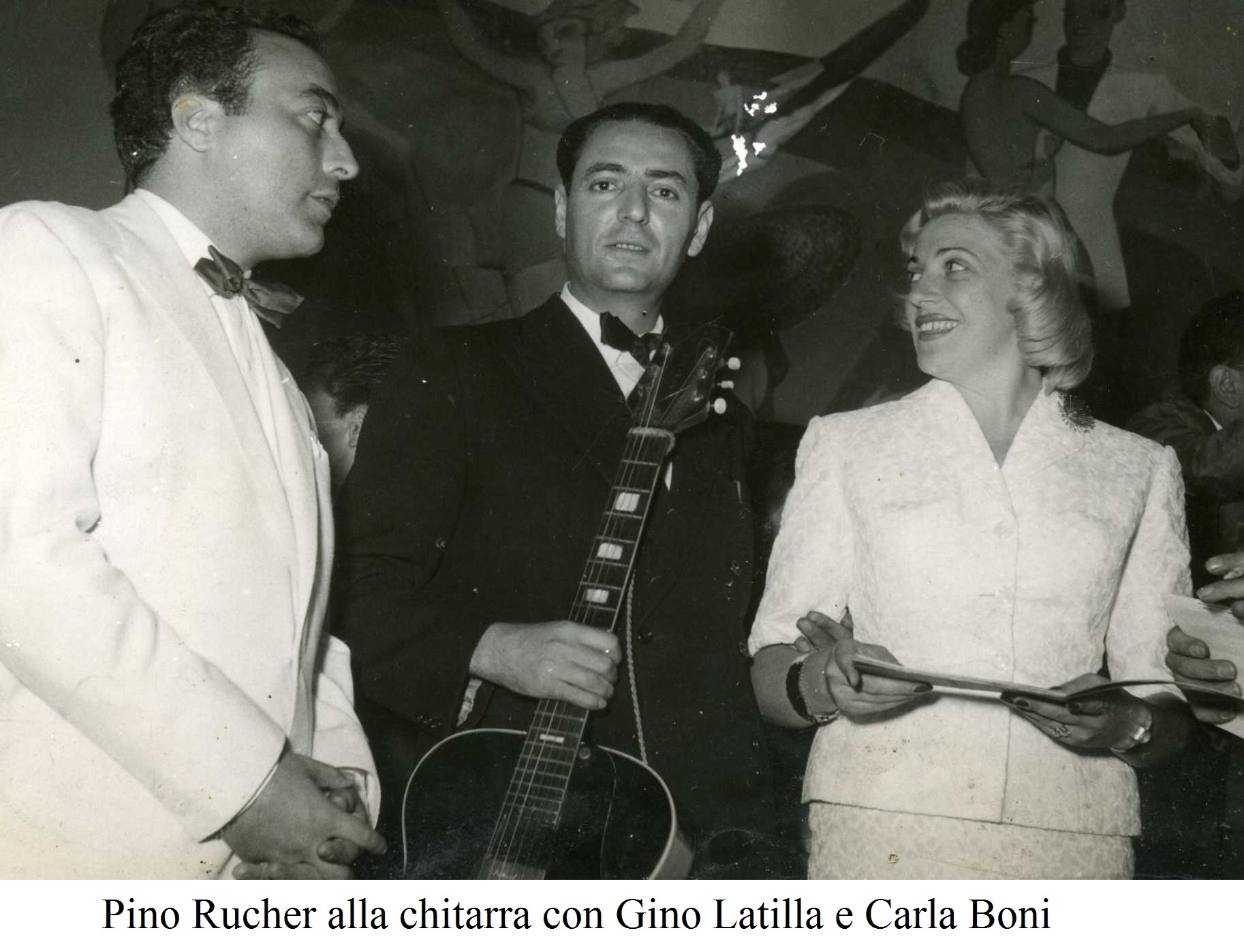
Gino Latilla, Pino Rucher et Carla Boni

Gennaro Latilla dit « Gino » (né à Bari  le 7 novembre 1924 et mort à Florence le 11 septembre 2011) est un chanteur et acteur italien.

## Biographie
En 1954, il remporte le Festival de Sanremo en partenariat avec Giorgio Consolini, avec la chanson Tutte le mamme .

## Filmographie
- 1953 : La Route du bonheur (Saluti e baci) de Giorgio Simonelli
- 1953 : Le Drame d'une vie (Dieci canzoni d'amore da salvare) de Flavio Calzavara
- 1955 : Caroussel des variétés (Carosello del varietà) de Aldo Quinti et Aldo Bonaldi
- 1956 : La Vengeance du destin (Vendicata!) de Giuseppe Vari
- 1956 : Presentimento (it) de Armando Fizzarotti
- 1956 : San Remo canta de Domenico Paolella
- 1959 : Destination San Remo (Destinazione Sanremo) de Domenico Paolella